# Villaouruz
Villaouruz (llamada oficialmente San Martín de Vilaouruz) es una parroquia y una aldea española del municipio de Puente Nuevo, en la provincia de Lugo, Galicia.

## Otras denominaciones
La parroquia también es conocida por los nombres de San Martín de Villaouruz y Santa Marta de Vilaouruz.

## Organización territorial
La parroquia está formada por una entidad de población:
- Villaouruz (Vilaouruz)

## Demografía
Gráfica demográfica de la aldea y parroquia de Villaouruz según el INE español:
| Gráfica de evolución demográfica de Villaouruz entre 2000 y 2020 |
|                                                                  |
| Datos según el nomenclátor publicado por el INE.                 |